# 콘체시

콘체 시의 위치

콘체시(마케도니아어: Општина Конче)는 마케도니아 공화국 동부에 위치한 지방 자치체로 행정 중심지는 콘체이며 면적은 233.05km2, 인구는 3,536명(2002년 기준)이다. 북쪽으로는 슈티프 시, 동쪽으로는 라도비시 시와 바실레보 시, 서쪽으로는 네고티노 시와 데미르카피야 시, 남쪽으로는 스트루미차 시, 발란도보 시와 접한다.